# Naringenin 7-O-metiltransferaza
Naringenin 7-O-metiltransferaza (EC 2.1.1.232, NOMT) je enzim sa sistematskim imenom S-adenozil--metionin:(2S)-5,7,4'-trihidroksiflavanon 7-O-metiltransferaza. Ovaj enzim katalizuje sledeću hemijsku reakciju
-adenozil--metionin + (2S)-naringenin {\displaystyle \rightleftharpoons } -adenozil-L-homocistein + (2S)-sakuranetin
Ovaj enzim učestvuje u biosintezi sakuranetina, koji deluje kao induktivni odbrambeni mehanizam biljke Oryza sativa (azijski pirinač) protiv napada patogena.

## Literatura
- Nicholas C. Price; Lewis Stevens (1999). Fundamentals of Enzymology: The Cell and Molecular Biology of Catalytic Proteins (Third изд.). USA: Oxford University Press. ISBN 019850229X.
- Eric J. Toone (2006). Advances in Enzymology and Related Areas of Molecular Biology, Protein Evolution (Volume 75 изд.). Wiley-Interscience. ISBN 0471205036.
- Branden C; Tooze J. Introduction to Protein Structure. New York, NY: Garland Publishing. ISBN 0-8153-2305-0.
- Irwin H. Segel. Enzyme Kinetics: Behavior and Analysis of Rapid Equilibrium and Steady-State Enzyme Systems (Book 44 изд.). Wiley Classics Library. ISBN 0471303097.

## Spoljašnje veze
- Naringenin+7-O-methyltransferase на 